# Marktgericht

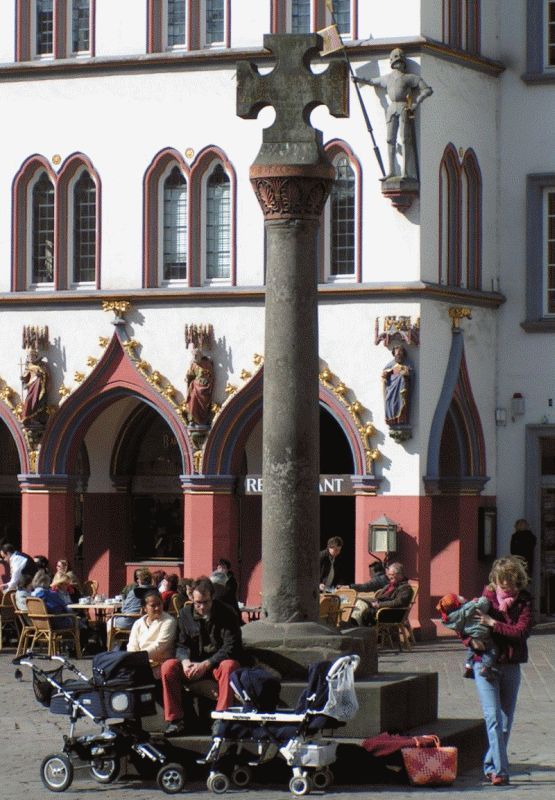
Pranger und Marktkreuz als Symbol des Marktgerichts in Trier.

Marktgericht, auch Meßgericht oder Meßhandelsgericht, bezeichnete im Mittelalter ein Gericht, welches während einer Messe oder eines Marktes über alle zwischen Kauf- und Handelsleuten vorgefallenen Zwistigkeiten urteilte. Marktgerichte existierten an Orten ohne beständiges Handelsgericht, etwa in Trier, wo ein Pranger, der als Symbol für das Marktgericht stand, noch heute am dortigen Hauptmarkt erhalten ist.
In England waren derartige Gerichte seit dem Mittelalter unter dem Namen Court of Piepowders (regional auch piepoudres, pepowder usf.) bekannt; der Name leitet sich vom Anglonormannischen pié poudrous, wörtlich „mit staubigen Füßen,“ ab, womit fahrende Händler bezeichnet wurden. Manche dieser Marktgerichte tagten bis in die Neuzeit, das letzte nachgewiesene trat 1898 in Hemel Hempstead zusammen. In Bristol wurde bis zur förmlichen Abschaffung aller Marktgerichte durch die Gerichtsreform 1971 (Courts Act 1971) noch jährlich die Gerichtseröffnung verlesen, auch wenn das Gericht seit dem Ende der jährlichen Messe 1870 nicht mehr zusammengetreten war.